# 名取駅
名取駅（なとりえき）は、宮城県名取市増田2丁目にある、東日本旅客鉄道（JR東日本）・日本貨物鉄道（JR貨物）・仙台空港鉄道の駅である。

## 乗り入れ路線
JR東日本・JR貨物（旅客営業を行うJR東日本が第一種鉄道事業者、貨物営業を行うJR貨物が第二種鉄道事業者）の東北本線と、仙台空港鉄道の仙台空港線が乗り入れており、このうち仙台空港線は当駅が起点である。
仙台空港線の列車はすべて、東北本線に直通して仙台駅発着で運転されており、この系統には東北本線への直通区間を合わせて仙台空港アクセス線の愛称で案内されている。また、岩沼駅を終点とする常磐線の列車や、本数こそ少ないものの阿武隈急行線の列車も乗り入れているため、列車運行上は前述2路線を加えた合計4路線5方面の列車が乗り入れている。
JR東日本と仙台空港鉄道の共同使用駅であり、JR東日本の管轄駅である。そのため、当駅にはJR東日本の駅員のみ配置され、仙台空港鉄道の駅員は配置されていない。
JR東日本が発行するフリーきっぷのうち、「週末パス」「三連休東日本・函館パス」「北海道&東日本パス」は仙台空港線への使用ができない。逆に「仙台まるごとパス」は使用できる。
かつては増東軌道が接続していた。

## 歴史
- 1888年（明治21年）10月11日：日本鉄道の増田駅（ますだえき）として開業[3]。一般駅[3]。
- 1906年（明治39年）11月1日：日本鉄道が国有化[3]。
- 1909年（明治42年）10月12日：線路名称が制定され、東北本線の所属となる。
- 1926年（大正15年）11月21日：増東軌道が駅前に乗り入れ。
- 1939年（昭和14年）9月19日：増東軌道が廃止。
- 1963年（昭和38年）5月25日：名取駅に改称[3]。旧駅名の由来となっていた増田町が合併により名取市となっていたため[4]。
- 1971年（昭和46年）11月30日：専用線発着を除く貨物の取り扱いを廃止[3]。
- 1978年（昭和53年）：鉄筋コンクリート製の駅舎に改築。
- 1985年（昭和60年）3月14日：荷物の取り扱いを廃止[3]。
- 1987年（昭和62年）4月1日：国鉄分割民営化により、JR東日本・JR貨物の駅となる[3]。
- 1989年（平成元年）
  - 9月1日：サッポロビール専用線が廃止。
  - 12月1日：コンテナ貨物の取り扱いを開始[3]。
- 2003年（平成15年）
  - 7月5日：駅舎を改築し[5]、橋上駅舎化。同時に自動改札機を設置。
  - 10月26日：ICカード「Suica」の利用が可能となる[6]。
- 2007年（平成19年）3月18日：仙台空港線の当駅 - 仙台空港駅間が開業。
- 2012年（平成24年）3月17日：当駅発着の貨物列車の設定が廃止。名取オフレールステーションが開設され、コンテナ輸送がトラック代行化される[注 1]。
- 2016年（平成28年）10月1日[7]：名取オフレールステーションの営業を終了。JR貨物の駅からトラック便も含めた定期便の設定がなくなる[8]。
- 2018年（平成30年）6月1日：業務委託化（JR東日本東北総合サービスへ委託）[9]。
- 2024年（令和6年）10月1日：JR東日本（東北本線）でえきねっとQチケのサービスを開始[1][10]。

国鉄時代は特急列車・急行列車、一部の普通列車（丸森線直通列車）が通過していた。

## 駅構造
東側より、単式ホーム1面1線（1番線）、島式ホーム1面2線（2・3番線）、計2面3線のホームならびに下り貨物列車が旅客列車待避に使う副本線を持つ地上駅である。東西自由通路を併設した橋上駅舎を備える。
仙台空港線は東北本線の上下線の間に敷設され、当駅の南側で高架線となり、東北本線上り線を跨いで東方の空港方面へ延びる。線路は駅北側で上下線と接続し、南側には東北本線上り線から仙台空港線への片渡り線があり、仙台空港線同士の行き違いが当駅で行われる。なお、当駅での乗務員交代は行われず、JR東日本または仙台空港鉄道の乗務員が通しで乗務する。
JR東日本東北総合サービス運営の業務委託駅で、仙台駅が当駅を管理する。みどりの窓口、自動券売機、指定席券売機、自動改札機（Suica、えきねっとQチケ対応）、自動精算機が設置されている。なお、仙台空港線内の定期券（他社連絡定期券を含む）の販売は、仙台空港鉄道所属の各駅では対応せず、当駅のみどりの窓口が一括して担当している。
かつては、上下線の間に中線（待避線）のある一般的な国鉄の地方駅であったが、2005年（平成17年）より仙台空港線の乗り入れ工事に伴い、中線を撤去して、レールとバラストを本線級に格上げした。線路や架線の敷設、仙台空港線用の信号機やATS地上子などの保安装置、分岐器の設置などの工事は2006年（平成18年）秋ごろにほぼ完了した。

### のりば
| 番線 | 路線                | 方向 | 行先                     | 備考             |
| ---- | ------------------- | ---- | ------------------------ | ---------------- |
| 1    | ■東北本線           | 上り | 白石・福島方面           |                  |
| 1    | ■常磐線             | 上り | 亘理・原ノ町・いわき方面 |                  |
| 1    | ■仙台空港アクセス線 | 上り | 仙台空港方面             | 通常はこのホーム |
| 2    | ■仙台空港アクセス線 | 上り | 仙台空港方面             | 一部の列車       |
| 2    | ■仙台空港アクセス線 | 下り | 仙台方面                 |                  |
| 3    | ■東北本線           | 下り | 仙台・小牛田方面         |                  |

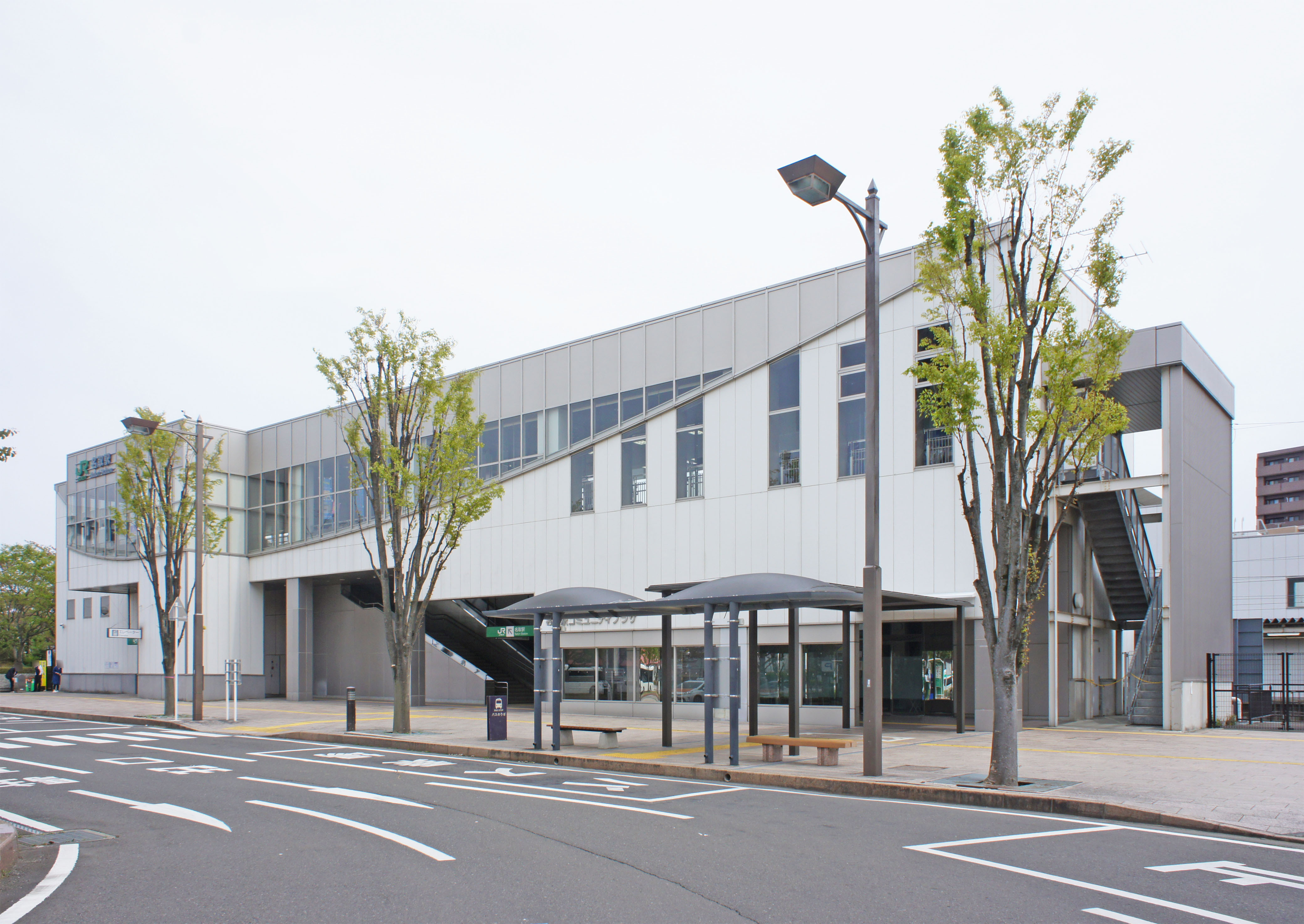
西口（2022年4月）
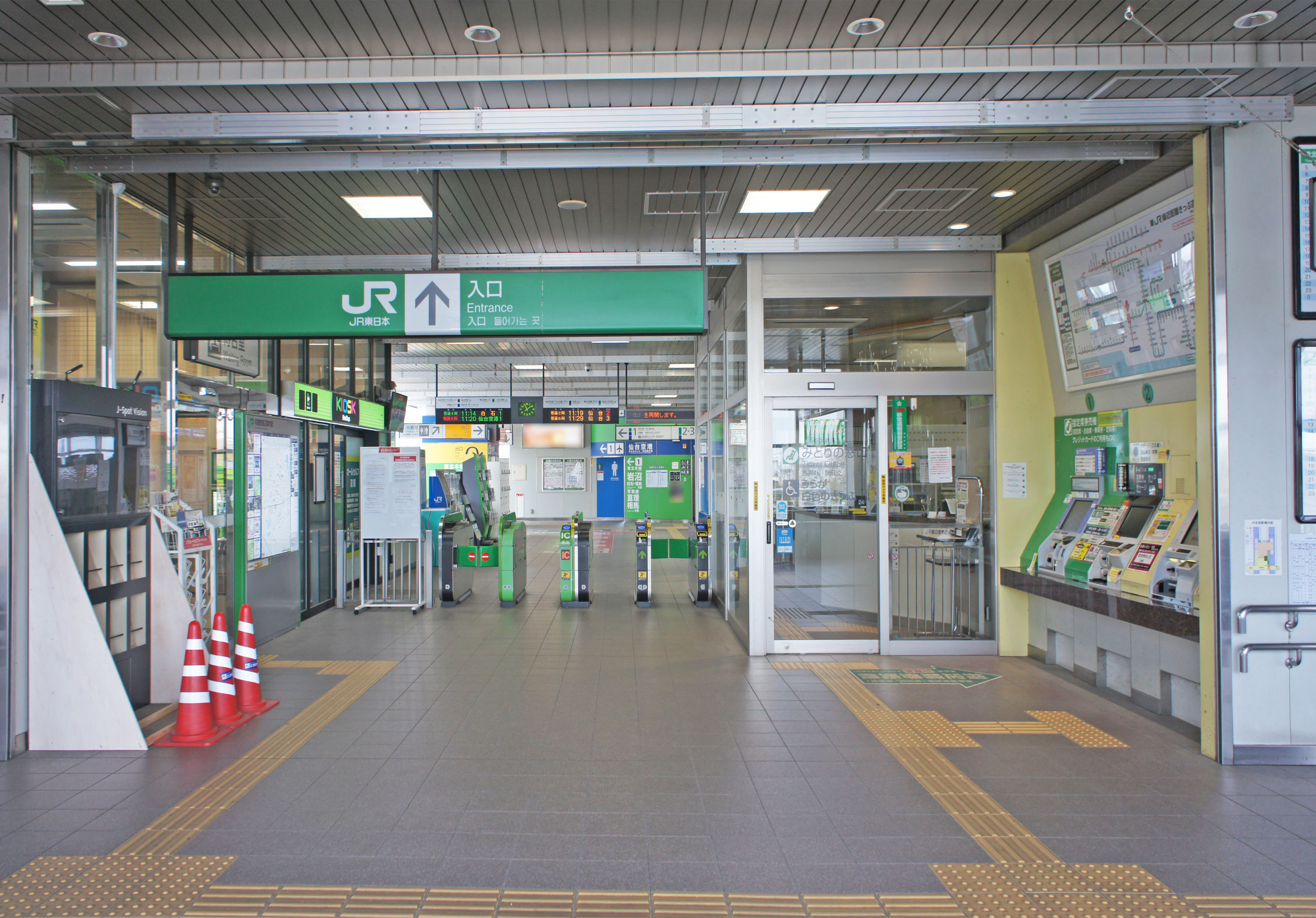
改札口（2022年4月）
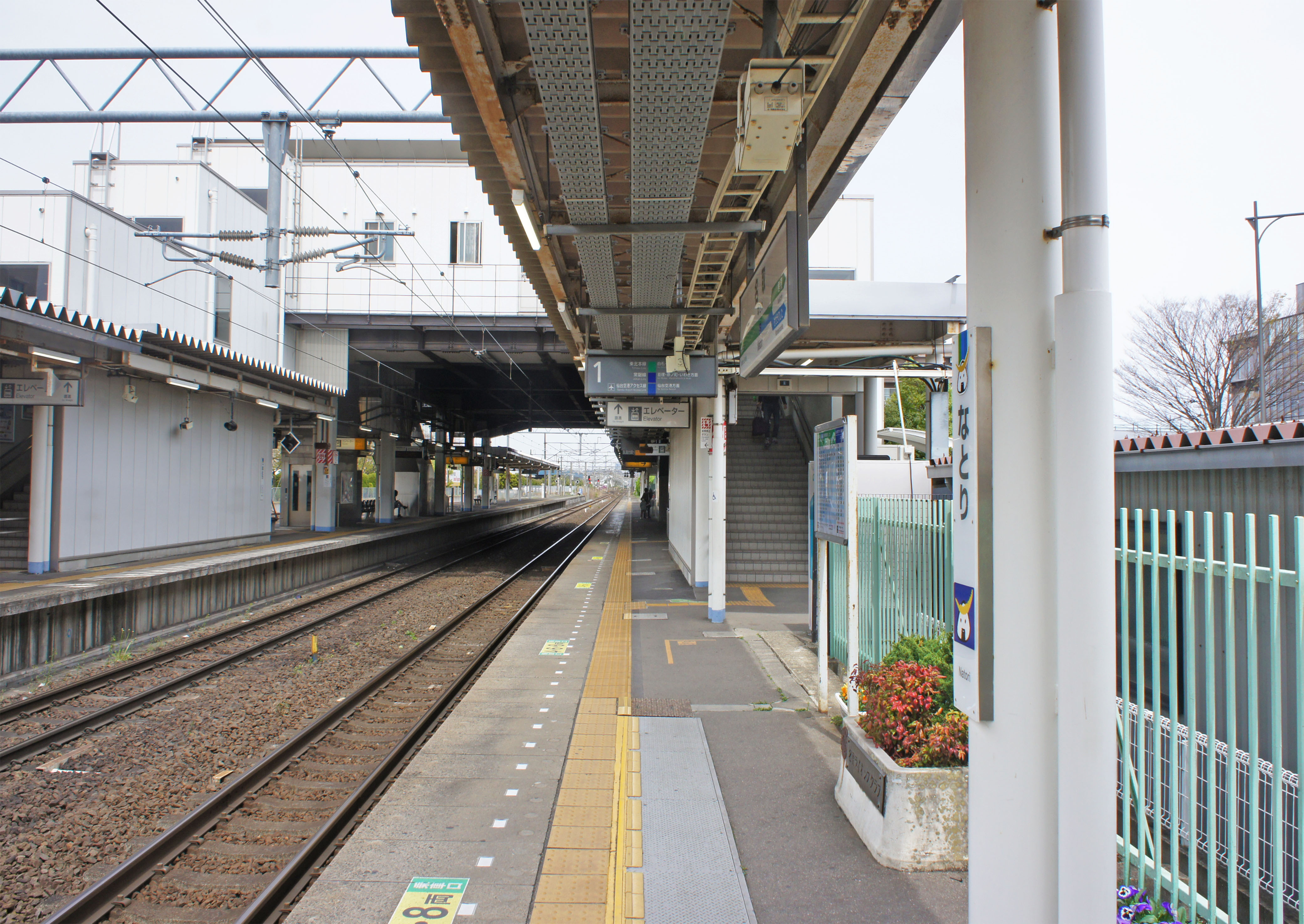
1番線ホーム（2022年4月）
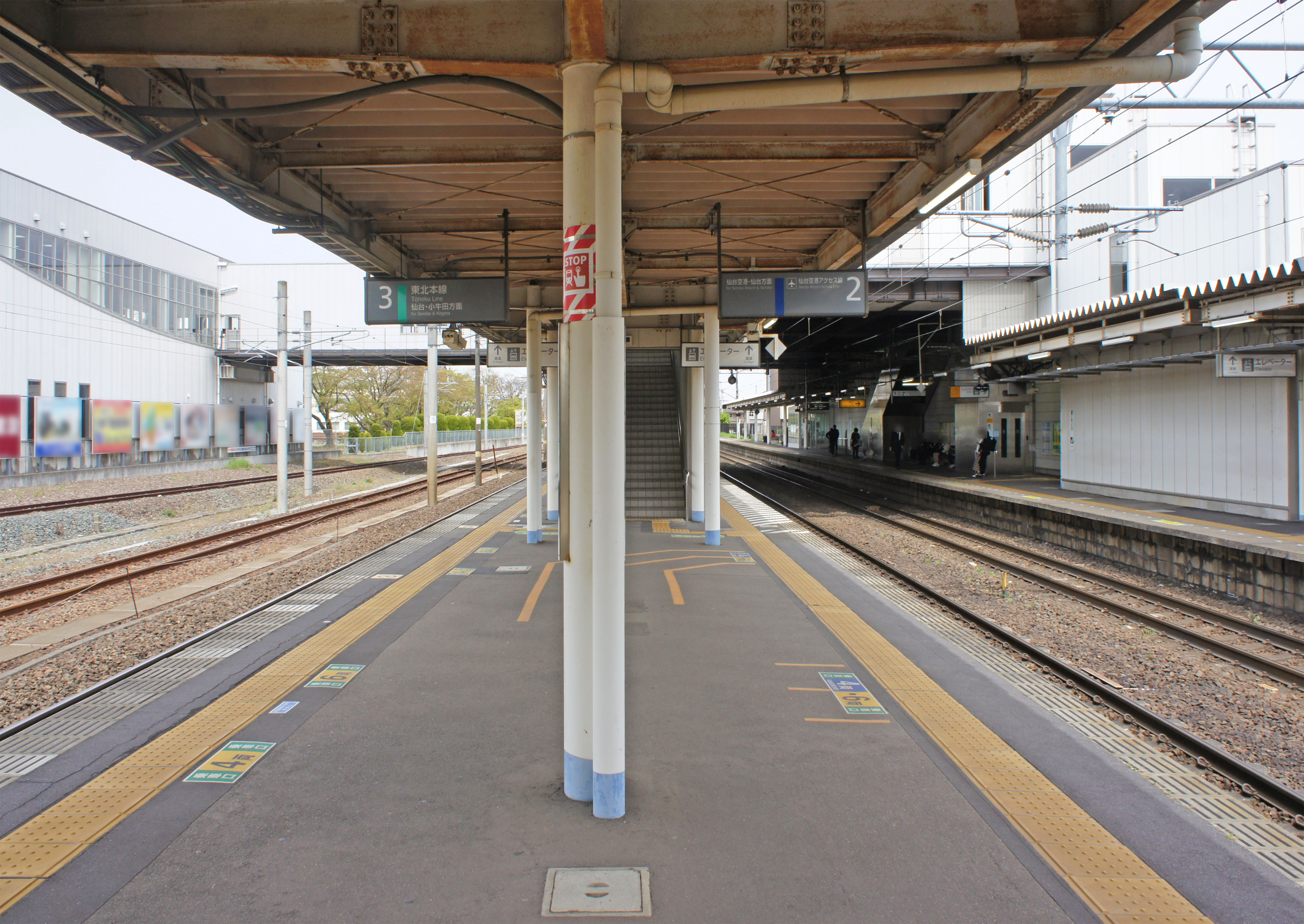
2・3番線ホーム（2022年4月）
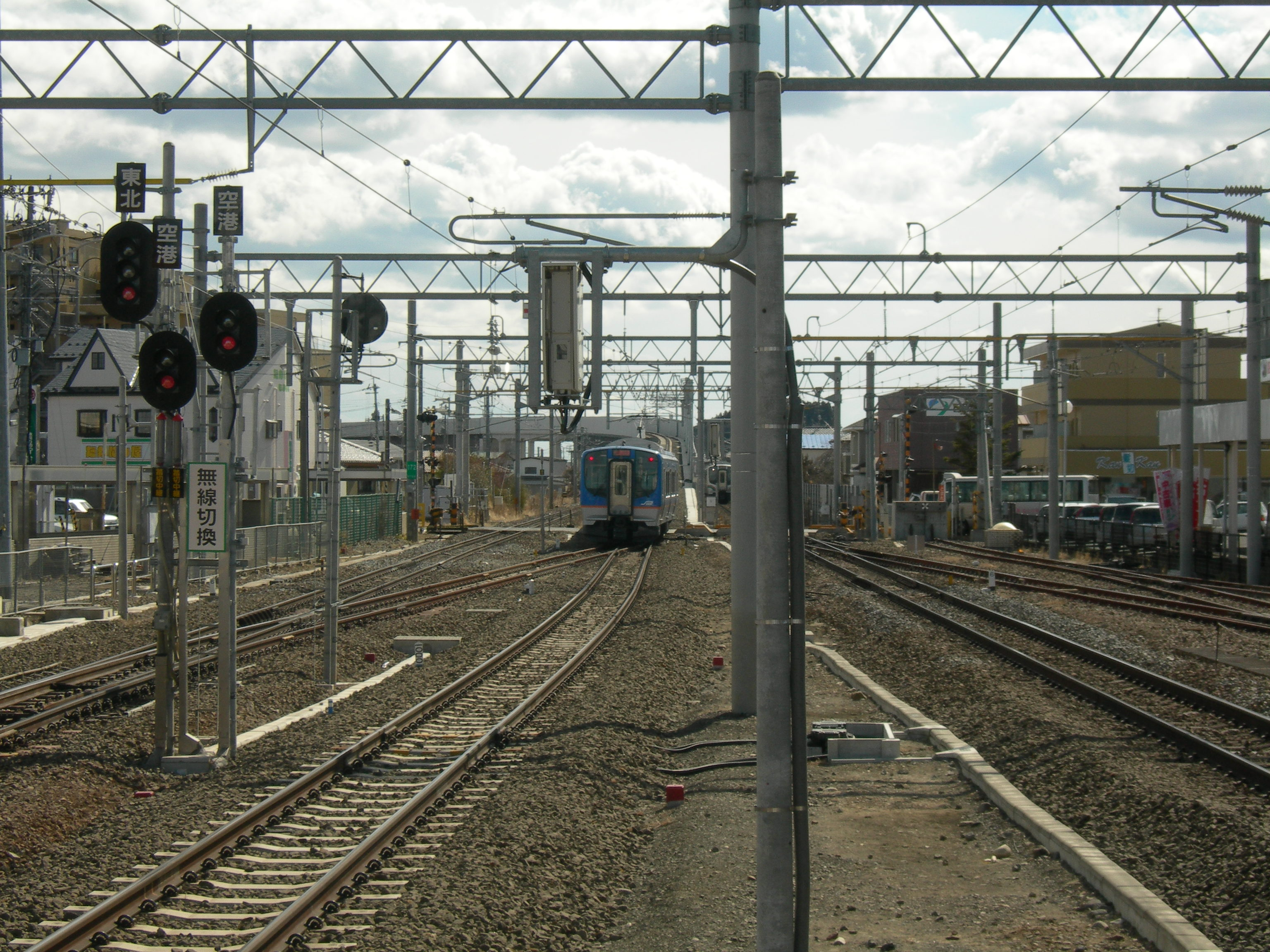
仙台空港線との合流部分（2008年3月）

## 貨物取扱
JR貨物の駅は、コンテナ貨物の取り扱い駅であったが、既に貨物列車・トラック便ともに定期便の発着はなくなっている。
本線の西側に沿って北進する側線が1本あり、その終端付近はコンテナの荷役線となっている。コンテナホーム（ヤード）はサッポロビール仙台工場の敷地内に1面設置されている。このため、当駅ではサッポロビール発着のコンテナのみを取り扱っている。
かつては、工場の中まで専用線が敷設されており、有蓋車による製品輸送が行われていた。これは1989年（平成元年）8月限りで廃止され、専用線の跡地にコンテナホームが設置された。
貨物列車は高速貨物列車が2012年（平成24年）3月17日のダイヤ改正まで、1日1往復仙台貨物ターミナル駅との間で運行されていた。1990年（平成2年）3月10日のダイヤ改正で臨時高速貨物列車が1往復同じ区間に追加されたが、2008年（平成20年）3月15日のダイヤ改正で設定が廃止された。
2012年（平成24年）3月17日のダイヤ改正により、貨物列車の停車設定が無くなった。以降は名取オフレールステーション（略称、名取ORS）が開設され、仙台貨物ターミナル駅との間で1日2往復のトラック便が運行されていたが、これも2016年（平成28年）9月には廃止された。
なお、2017年度（平成29年度）の『貨物時刻表』および『鉄道要覧』においては路線図から表記はなくなったものの、時刻表本文には引き続き「コンテナ扱いのみの駅」として表記されている。

## 利用状況
JR東日本によると、2023年度（令和5年度）の1日平均乗車人員は13,297人（仙台空港鉄道からの直通客が含まれる）である。
2000年度（平成12年度）以降の推移は以下のとおりである。
| 1日平均乗車人員推移 | 1日平均乗車人員推移 | 1日平均乗車人員推移 | 1日平均乗車人員推移 | 1日平均乗車人員推移 |
| 年度                | 定期外              | 定期                | 合計                | 出典                |
| ------------------- | ------------------- | ------------------- | ------------------- | ------------------- |
| 2000年（平成12年）  |                     |                     | 6,729               | [ 利用客数 2 ]      |
| 2001年（平成13年）  |                     |                     | 6,545               | [ 利用客数 3 ]      |
| 2002年（平成14年）  |                     |                     | 6,496               | [ 利用客数 4 ]      |
| 2003年（平成15年）  |                     |                     | 6,582               | [ 利用客数 5 ]      |
| 2004年（平成16年）  |                     |                     | 6,590               | [ 利用客数 6 ]      |
| 2005年（平成17年）  |                     |                     | 6,719               | [ 利用客数 7 ]      |
| 2006年（平成18年）  |                     |                     | 6,976               | [ 利用客数 8 ]      |
| 2007年（平成19年）  |                     |                     | 8,334               | [ 利用客数 9 ]      |
| 2008年（平成20年）  |                     |                     | 9,745               | [ 利用客数 10 ]     |
| 2009年（平成21年）  |                     |                     | 10,164              | [ 利用客数 11 ]     |
| 2010年（平成22年）  |                     |                     | 10,085              | [ 利用客数 12 ]     |
| 2011年（平成23年）  |                     |                     | 9,063               | [ 利用客数 13 ]     |
| 2012年（平成24年）  | 4,400               | 6,429               | 10,830              | [ 利用客数 14 ]     |
| 2013年（平成25年）  | 5,004               | 6,870               | 11,875              | [ 利用客数 15 ]     |
| 2014年（平成26年）  | 5,076               | 6,982               | 12,059              | [ 利用客数 16 ]     |
| 2015年（平成27年）  | 5,080               | 7,187               | 12,268              | [ 利用客数 17 ]     |
| 2016年（平成28年）  | 5,175               | 7,333               | 12,508              | [ 利用客数 18 ]     |
| 2017年（平成29年）  | 5,361               | 7,398               | 12,759              | [ 利用客数 19 ]     |
| 2018年（平成30年）  | 5,401               | 7,525               | 12,927              | [ 利用客数 20 ]     |
| 2019年（令和元年）  | 5,648               | 7,849               | 13,497              | [ 利用客数 21 ]     |
| 2020年（令和02年）  | 2,897               | 6,906               | 9,804               | [ 利用客数 22 ]     |
| 2021年（令和03年）  | 3,434               | 7,112               | 10,546              | [ 利用客数 23 ]     |
| 2022年（令和04年）  | 4,682               | 7,379               | 12,062              | [ 利用客数 24 ]     |
| 2023年（令和05年）  | 5,488               | 7,809               | 13,297              | [ 利用客数 1 ]      |

## 駅周辺
- 名取駅コミュニティプラザ（ウィングプラザ）
- 名取千手観音堂
- 宮城県道128号名取停車場線
- 宮城県道129号閖上港線
- 宮城県道273号仙台名取線
- 国道4号仙台バイパス
- 宮城県道258号仙台館腰線
- 名取市立増田小学校
- 名取市役所
- 名取郵便局
- 名取増田郵便局
- 名取大手町郵便局
- 七十七銀行増田支店
- 仙台銀行名取支店
- 宮城第一信用金庫名取支店
- サッポロビール仙台工場
- 仙台ニコン本社（ニコンの子会社）
- ヨークベニマル 名取西店

## バス路線
東口
- コミュニティバス（市民バス）なとりん号
  - まちなか循環線（右回り・左回り）
  - 愛島線
  - 閖上線

西口
- コミュニティバス（市民バス）なとりん号
  - まちなか循環線（右回り・左回り）
  - 愛島線
  - 愛の杜循環線
  - 高舘線
  - 相互台線（平日のみ）

## 隣の駅
東日本旅客鉄道（JR東日本）
■東北本線・■常磐線（常磐線は岩沼駅 - 仙台駅間東北本線）
■普通
館腰駅 - 名取駅 - 南仙台駅
仙台空港鉄道
仙台空港線（■仙台空港アクセス線）
□快速
仙台空港駅 - 名取駅 - 仙台駅（東北本線）
■普通
杜せきのした駅 - 名取駅 - （東北本線南仙台方面）

### 記事本文